# 鶴の湯温泉 (東京都)
鶴の湯温泉（つるのゆおんせん）は、東京都西多摩郡奥多摩町（旧国:武蔵国）にある温泉。
同名の温泉が北海道勇払郡早来町、秋田県仙北郡田沢湖町、和歌山県日高郡みなべ町にもある。

## 泉質
- アルカリ性単純硫黄泉（かすかに硫黄の臭いがする）
- 3源泉の混合泉である。

## 温泉街
小河内ダム完成までは現在の湖底に温泉街（湯治場）があった。
現在では、タンクローリーによる配湯を受けている旅館がダムの近くに複数存在する。

## 歴史
開湯は南北朝時代の延文年間とされる。温泉名の由来は、鶴がこの温泉で傷を癒していたところを発見したことによる。
ダム竣工時に温泉（湯治場）は水没したが、源泉を汲み上げるポンプを設置した為、完全な消滅は免れた。だが、この汲み上げポンプを活用しなかったため湖底に沈んだ「幻の温泉」と言われ続けていた。
1991年（平成3年）に源泉汲み上げポンプを補修整備し、シカの湯、ムシの湯、ツルの湯の3源泉を合流して汲み上げ、それをタンクローリーで各旅館に配湯することで温泉を蘇らせた。
ダムの建設により元の温泉がダム湖に沈んだ温泉には、他に入之波温泉、日中温泉、大牧温泉、猿ヶ京温泉、大塩温泉、川原湯温泉などがある。

## アクセス
- 鉄道：青梅線（JR東日本）奥多摩駅よりバスで約20分。